# Liga Narodów UEFA Kobiet (2025)/Grupa C6
W Grupie C6 Ligi Narodów Kobiet 2025 brały udział następujące zespoły:
- Kosowo
- Łotwa
- Macedonia Północna

## Tabela
| Lp. | Drużyna            | M | Mecze | Mecze | Mecze | Bramki | Bramki | Bramki | Pkt |
| Lp. | Drużyna            | M | W     | R     | P     | +      | −      | +/−    | Pkt |
| --- | ------------------ | - | ----- | ----- | ----- | ------ | ------ | ------ | --- |
| 1.  | Łotwa              | 1 | 1     | 0     | 0     | 1      | 0      | +1     | 3   |
| 2.  | Kosowo             | 2 | 1     | 0     | 1     | 4      | 1      | +3     | 3   |
| 3.  | Macedonia Północna | 1 | 0     | 0     | 1     | 0      | 4      | −4     | 0   |

## Wyniki
| 21 lutego 2025 14:00 CET | Macedonia Północna | 0:4(0:1)Raport | Kosowo · 6', 49' Biqkaj · 65' Fetaj · 67' Metaj | Petar Miloševski Training Centre, Skopje Sędzia: Emilie Torkelsen |
|                          |                    |                |                                                 |                                                                   |

| 25 lutego 2025 14:00 CET | Kosowo | 0:1(0:0)Raport | Łotwa · 51' Zaičikova | Stadion im. Fadila Vokrriego, Prisztina Sędzia: Maïka Vanderstichel |
|                          |        |                |                       |                                                                     |

| 4 kwietnia 2025 15:00 CET | Macedonia Północna | –Raport | Łotwa | Petar Miloševski Training Centre, Skopje |
|                           |                    |         |       |                                          |

| 8 kwietnia 2025 14:00 CET | Kosowo | –Raport | Macedonia Północna | Stadion im. Fadila Vokrriego, Prisztina |
|                           |        |         |                    |                                         |

| 30 maja 2025 CET | Łotwa | –Raport | Macedonia Północna |  |
|                  |       |         |                    |  |

| 3 czerwca 2025 CET | Łotwa | –Raport | Kosowo |  |
|                    |       |         |        |  |

## Strzelczynie

### 2 gole
- Kaltrina Biqkaj

### 1 gol
- Gentiana Fetaj
- Valentina Metaj
- Viktorija Zaičikova